# Tōta Kaneko
Tōta Kaneko (japanska: 金子 兜太?, Kaneko Tōta), född 23 september 1919 i Chichibu i Saitama, död 20 februari 2018, var en japansk poet. 
Kaneko anses vara en av samtidens mest inflytelserika haiku-diktare i Japan. Hans poesi anknyter till 1600-talets stora mästare, Matsuo Bashō (1644–94). Den rymmer såväl det lättsamma som känsligheten för det svaga och spröda i tillvaron samt vardagliga betraktelser med ironiska undertoner och inbäddad samhällskritik. 
Han var en kännare av haikupoesi och deltog ofta i debatter om haikudiktningen. Hans egen diktning är sparsamt översatt till andra språk men finns representerad i några antologier.
År 2005 tilldelades han Cikada-priset som instiftades till Harry Martinsons minne.